# René Dreyfus
René Dreyfus,  francoski dirkač Formule 1, * 6. maj 1905, Nica, Francija, † 16. avgust 1993, Francija.
René Dreyfus je pokojni francoski dirkač, ki je zmagal na šestintridesetih pomembnejših evropskih dirkah v dvajsetih in tridesetih letih ter postal francoski narodni junak. Umrl je leta 1993 v visoki starosti.

## Kariera
René Dreyfus se je rodil 6. maja 1905 v francoskem mestu Nica. Že zgodaj se je začel zanimati za avtomobile, saj je že pred devetim letom znal voziti. Njegov starejši brat Maurice je kmalu postal tudi njegov manager. Kupil je Bugattija in se pridružil klubu Moto Club de Nice. Prve dirke na najvišjem nivoju se je udeležil v sezoni 1929, ko je nastopil na prvi dirki za Veliko nagrado Monaka, kjer je zasedel peto mesto, kasneje v sezoni pa je dosegel svojo prvo večjo zmago na dirki za Veliko nagrado Dieppa. V naslednji sezoni 1930 je dosegel že tri zmage, ob dirkah Circuit d'Esterel Plage in Grand Prix de la Marne, tudi na dirki za Veliko nagrado Monaka, kjer je za več kot dvaindvajset sekund premagal dirkače tovarniškega moštva Bugatti, tudi Louisa Chirona. Spoznal je, da so bili tovarniški dirkalniki vedno hitrejši kot privatni, zato je na svoj dirkalnik namestil dodatne rezervoarje za gorivo, da bi lahko dirko odpeljal brez postanka. Takrat se je to zdelo nenavadno, saj bi dirkač težko odpeljal več ur dolge dirke, toda Dreyfusu se je taka taktika obrestovala.
V sezoni 1931 je zmagal na dirki za Veliko nagrado Brignolesa, v sezoni 1932 pa mu ni uspelo doseži zmage, je pa s konstantnimi vožnjami na prvenstvenih dirkah, kjer je dosegel peti mesti na dirkah za Veliko nagrado Italije in Veliko nagrado Francije ter četrto mesto na dirki za Veliko nagrado Nemčije, dosegel četrto mesto v prvenstvu. Mnogi najboljši dirkači tistega časa so prestopili v nemški moštvi Mercedes-Benz in Auto Union, kjer so zaradi želje nacistične oblasti naredili najnaprednejše dirkalnike, toda Dreyfus kot Žid za to ni imel možnosti, zato je moral nadaljevati v nekonkurenčnih dirkalnikih. V sezoni 1934 je dosegel eno svojih največjih zmag kariere na dirki najvišjega ranga Grandes Épreuves za Veliko nagrado Belgije. V sezoni 1935 je v moštvu Scuderia Ferrari zmagal na dirkah Grand Prix de la Marne in Velika nagrada Dieppa, na prvenstvenih dirkah pa je najboljšo uvrstitev dosegel z drugim mestom na dirki za Veliko nagrado Italije. Naslednjič je zmagal na to šele v sezoni 1938, na dirkah Grand Prix de Pau in Velika nagrada Corka, nato pa se je začela druga svetovna vojna, zato se je René Dreyfus upokojil. Umrl je 1993 v visoki starosti

## Pomembnejše zmage
- Velika nagrada Belgije 1934
- Velika nagrada Firenc  (razred Voiturette) 1937
- Velika nagrada Brignolesa 1931
- Velika nagrada Dieppa 1929, 1935
- Velika nagrada Esterel Plaga 1930
- Grand Prix de la Marne 1930, 1935
- Grand Prix de Pau 1938
- Velika nagrada Tripolija (razred Voiturette) 1937
- Velika nagrada Monaka 1930

## Popolni rezultatiEvropskega avtomobilističnega prvenstva
(legenda) (odebeljene dirke pomenijo najboljši štartni položaj)
| Leto | Moštvo                      | Tovarna    | 1     | 2       | 3       | 4     | 5   | Prv | Toč |
| ---- | --------------------------- | ---------- | ----- | ------- | ------- | ----- | --- | --- | --- |
| 1931 | Privatnik                   | Maserati   | ITA   | FRA 8   | BEL     |       |     | 25= | 20  |
| 1932 | Privatnik                   | Bugatti    | ITA 5 | FRA 5   | NEM 4   |       |     | 4   | 12  |
| 1935 | Scuderia Ferrari            | Alfa Romeo | BEL 4 | NEM     | ŠVI 7   | ITA 2 | ŠPA | 7   | 26  |
| 1936 | Scuderia Ferrari            | Alfa Romeo | MON   | NEM Ret | ŠVI Ret | ITA 4 |     | 10= | 24  |
| 1937 | Ecurie Bleue                | Delahaye   | FRA   | NEM 5   | ŠVI 8   | ITA   |     | 9=  | 24  |
| 1939 | Ecurie Lucy O'Reilly Schell | Delahaye   | BEL   | FRA 7   | NEM 4   |       |     | 6=  | 20  |
| 1939 | Ecurie Lucy O'Reilly Schell | Maserati   |       |         |         | ŠVI 8 |     | 6=  | 20  |